# Hemimorina dissociata
Hemimorina dissociata là một loài bướm đêm trong họ Geometridae.